# Campionati del mondo di atletica leggera 2017 - Salto in alto maschile
Le gare del salto in alto maschile dei Campionati del mondo di atletica leggera 2017 si sono svolte tra l'11 e il 13 agosto.

## Podio
| Pos.    | Atleta             | Nazionalità                 | Prestazione |
| ------- | ------------------ | --------------------------- | ----------- |
| Oro     | Mutaz Essa Barshim | Qatar                       | 2,35 m      |
| Argento | Danil Lysenko      | Atleti Neutrali Autorizzati | 2,32 m      |
| Bronzo  | Majd Eddin Ghazal  | Siria                       | 2,29 m      |

## Situazione pre-gara

### Record
Prima di questa competizione, il record del mondo (RM) e il record dei campionati (RC) erano i seguenti.
| Record                | Prestazione | Atleta                    | Data                             | Competizione  |
| --------------------- | ----------- | ------------------------- | -------------------------------- | ------------- |
| Record mondiale       | 2,45 m      | Javier Sotomayor Cuba     | 27 luglio 1993 Salamanca, Spagna |               |
| Record dei campionati | 2,41 m      | Bohdan Bondarenko Ucraina | 15 agosto 2013 Mosca, Russia     | Mondiali 2013 |

### Campioni in carica
I campioni in carica a livello mondiale e olimpico erano:
| Campione | Atleta              | Prestazione | Data                                   | Competizione   |
| -------- | ------------------- | ----------- | -------------------------------------- | -------------- |
| Olimpico | Derek Drouin Canada | 2,38 m      | 16 agosto 2016 Rio de Janeiro, Brasile | Olimpiadi 2016 |
| Mondiale | Derek Drouin Canada | 2,34 m      | 30 agosto 2015 Pechino, Cina           | Mondiali 2015  |

### La stagione
Prima di questa gara, gli atleti con le migliori tre prestazioni dell'anno erano:
| Pos. | Atleta                     | Prestazione | Data                            |
| ---- | -------------------------- | ----------- | ------------------------------- |
| 1    | Mutaz Essa Barshim Qatar   | 2,38 m      | 15 giugno 2017 Oslo, Norvegia   |
| 2    | Mateusz Przybylko Germania | 2,35 m      | 25 giugno 2017 Bottrop Germania |
| 3    | Danil Lysenko Russia       | 2,34 m      | 22 giugno 2017 Saransk, Russia  |

## Risultati

### Qualificazioni
Le qualifiche si sono tenute l'11 agosto dalle ore 11:15.

Qualificazione: gli atleti che raggiungono i 2,31 m (Q) o le migliori 12 misure (q) avanzano alla finale.
| Pos | Gruppo | Atleta                 | Nazionalità                 | 2,17 | 2,22 | 2,26 | 2,29 | 2,31 | Misura | Note                                     |
| --- | ------ | ---------------------- | --------------------------- | ---- | ---- | ---- | ---- | ---- | ------ | ---------------------------------------- |
| 1   | A      | Mutaz Essa Barshim     | Qatar                       | -    | o    | o    | o    | o    | 2,31 m | Q                                        |
| 2   | A      | Bohdan Bondarenko      | Ucraina                     | -    | o    | -    | xo   | o    | 2,31 m | Q                                        |
| 3   | B      | Danil Lysenko          | Atleti Neutrali Autorizzati | o    | o    | o    | o    | xo   | 2,31 m | Q                                        |
| 4   | B      | Mateusz Przybylko      | Germania                    | o    | o    | xo   | xo   | xo   | 2,31 m | Q                                        |
| 5   | A      | Tihomir Ivanov         | Bulgaria                    | o    | o    | xo   | xo   | xo   | 2,31 m | Q                                        |
| 6   | A      | Robert Grabarz         | Gran Bretagna               | -    | o    | o    | xo   | xxo  | 2,31 m | Q                                        |
| 7   | A      | Bryan McBride          | Stati Uniti                 | o    | o    | o    | o    | xxx  | 2,29 m | q                                        |
| 7   | A      | Ilya Ivanyuk           | Atleti Neutrali Autorizzati | o    | o    | o    | o    | xxx  | 2,29 m | q                                        |
| 7   | B      | Majd Eddin Ghazal      | Siria                       | o    | o    | o    | o    | xxx  | 2,29 m | q                                        |
| 10  | A      | Eike Onnen             | Germania                    | xo   | xo   | o    | o    | xxx  | 2,29 m | q                                        |
| 10  | A      | Edgar Rivera           | Messico                     | o    | o    | xxo  | o    | xxx  | 2,29 m | q                                        |
| 12  | A      | Wang Yu                | Cina                        | o    | xo   | o    | xo   | xxx  | 2,29 m | q                                        |
| 13  | A      | Talles Frederico Silva | Brasile                     | o    | o    | xxo  | xo   | xxx  | 2,29 m |                                          |
| 13  | B      | Gianmarco Tamberi      | Italia                      | o    | xo   | xo   | xo   | xxx  | 2,29 m | Miglior prestazione personale stagionale |
| 13  | B      | Andriy Protsenko       | Ucraina                     | xo   | o    | xo   | xo   | xxx  | 2,29 m |                                          |
| 16  | A      | Ricky Robertson        | Stati Uniti                 | o    | o    | xo   | xxo  | xxx  | 2,29 m |                                          |
| 17  | B      | Fernando Ferreira      | Brasile                     | xo   | xo   | xo   | xxo  | xxx  | 2,29 m |                                          |
| 18  | B      | Michael Mason          | Canada                      | o    | o    | o    | xxx  |      | 2,26 m |                                          |
| 19  | B      | Eure Yanez             | Venezuela                   | xo   | xxo  | o    | xxx  |      | 2,26 m |                                          |
| 20  | A      | Sylwester Bednarek     | Polonia                     | o    | o    | xo   | xxx  |      | 2,26 m |                                          |
| 20  | A      | Nauraj Singh Randhawa  | Malaysia                    | o    | o    | xo   | xxx  |      | 2,26 m |                                          |
| 22  | A      | Donald Thomas          | Bahamas                     | o    | xo   | xxx  |      |      | 2,22 m |                                          |
| 22  | B      | Takashi Eto            | Giappone                    | o    | xo   | xxx  |      |      | 2,22 m |                                          |
| 24  | B      | Guowei Zhang           | Cina                        | xo   | xo   | xxx  |      |      | 2,22 m |                                          |
| 25  | B      | Sanghyeok Woo          | Corea del Sud               | xo   | xxo  | xxx  |      |      | 2,22 m |                                          |
| 26  | B      | Jeron Robinson         | Stati Uniti                 | xo   | xxx  |      |      |      | 2,17 m |                                          |
| -   | B      | Erik Kynard            | Stati Uniti                 | x r  |      |      |      |      | nm     |                                          |

### Finale
La finale si è tenuta il 13 agosto alle 19:00.
| Pos | Atleta             | Nazionalità                 | 2,20 | 2,25 | 2,29 | 2,32 | 2,35 | 2,40 | Misura | Note |
| --- | ------------------ | --------------------------- | ---- | ---- | ---- | ---- | ---- | ---- | ------ | ---- |
|     | Mutaz Essa Barshim | Qatar                       | o    | o    | o    | o    | o    | xxx  | 2,35 m |      |
|     | Danil Lysenko      | Atleti Neutrali Autorizzati | o    | o    | xo   | o    | xxx  |      | 2,32 m |      |
|     | Majd Eddin Ghazal  | Siria                       | o    | o    | xo   | xxx  |      |      | 2,29 m |      |
| 4   | Edgar Rivera       | Messico                     | o    | o    | xxo  | xxx  |      |      | 2,29 m |      |
| 5   | Mateusz Przybylko  | Germania                    | o    | xo   | xxo  | xxx  |      |      | 2,29 m |      |
| 6   | Robert Grabarz     | Gran Bretagna               | o    | o    | xxx  |      |      |      | 2,25 m |      |
| 6   | Ilya Ivanyuk       | Atleti Neutrali Autorizzati | o    | o    | xxx  |      |      |      | 2,25 m |      |
| 8   | Bryan McBride      | Stati Uniti                 | o    | xo   | xxx  |      |      |      | 2,25 m |      |
| 9   | Bohdan Bondarenko  | Ucraina                     | -    | xxo  | -    | xxx  |      |      | 2,25 m |      |
| 10  | Eike Onnen         | Germania                    | xxo  | xxx  |      |      |      |      | 2,20 m |      |
| -   | Tihomir Ivanov     | Bulgaria                    | x r  |      |      |      |      |      | nm     |      |
| -   | Wang Yu            | Cina                        |      |      |      |      |      |      | dns    |      |